# Palmkärnolja
Palmkärnolja är ett fett som utvinns ur kärnan av frukterna från oljepalmen, antingen genom pressning eller extrahering. I det förra fallet blir fettet gulaktigt, i det senare färglöst.

## Egenskaper
Fettet är välluktande och välsmakande, med en smälttemperatur på 25-26 °C. Laurinsyra står för mer än hälften av fettsyrainnehållet. 

## Användning
Den används främst vid tillverkning av tvål eller margarin. Resterna av fröna hoppressas till så kallade palm(kärn)kakor, som kan användas till utfodring av kor och svin och anses höja mjölkens fetthalt och förbättra smöret och fläskets kvalitet.
Idag används det även till framställning av kosmetika.